# Миргородка (Западно-Казахстанская область)
Миргородка (каз. Миргородка) — упразднённое село в Бурлинском районе Западно-Казахстанской области Казахстана. Входило в состав Акбулакского сельского округа. Ликвидировано в 2000-е годы.

## Население
В 1989 году население села составляло 317 человек. Национальный состав: казахи. По данным переписи 1999 года, в селе проживало 303 человека (157 мужчин и 146 женщин).

## Уроженцы
- Шевцов, Георгий Георгиевич — участник Великой Отечественной войны, Герой Советского Союза.
- Дроздов, Николай Петрович — бригадир колхоза имени Тельмана, Герой Социалистического Труда.